# Carmelo Travia
Carmelo Travia (Lipari, 7 agosto 1970) è un pianista, compositore e arrangiatore italiano.

## Filmografia

### Cinema
- Stiffs, regia di Frank Ciota (2007)
- Forse Dio è malato, regia di Franco Brogi Taviani (2008)
- Oggi sposi, regia di Luca Lucini (2009)
- Generazione 1000 euro, regia di Massimo Venier (2009)
- La donna della mia vita, regia di Luca Lucini (2010)
- Fughe e approdi, regia di Giovanna Taviani (2011)
- Nessuno mi può giudicare, regia di Massimiliano Bruno (2011)
- Boris - Il film, regia di Giacomo Ciarrapico, Mattia Torre e Luca Vendruscolo(2011)
- Ex - Amici come prima!, regia di Carlo Vanzina (2011)
- Cesare deve morire, regia di Paolo e Vittorio Taviani (2012)
- Viva l'Italia, regia di Massimiliano Bruno (2012)
- Mai Stati Uniti, regia di Carlo Vanzina (2012)
- Stai lontana da me, regia di Alessio Maria Federici (2013)
- Sapore di te, regia di Carlo Vanzina (2013)
- Un matrimonio da favola, regia di Carlo Vanzina (2014)
- Torno indietro e cambio vita, regia di Carlo Vanzina (2014)
- Ogni maledetto Natale, regia di Giacomo Ciarrapico, Mattia Torre e Luca Vendruscolo (2014)
- Maraviglioso Boccaccio, regia di Paolo e Vittorio Taviani (2015)
- Non si ruba a casa dei ladri, regia di Carlo Vanzina (2016)
- Rosso Istanbul, regia di Ferzan Özpetek (2017)
- Una questione privata, regia di Paolo Taviani (2017)
- Caccia al tesoro, regia di Carlo Vanzina (2018)
- Natale a 5 stelle, regia di Marco Risi (2019)
- Figli, regia di Giuseppe Bonito (2020)
- L'arminuta, regia di Giuseppe Bonito (2021)
- L'uomo che disegnò Dio, regia di Franco Nero (2022)
- Kripton, regia di Francesco Munzi (2024)
- Diamanti, regia di Ferzan Ozpetek (2024)

### Televisione
- Buttafuori, regia di Giacomo Ciarrapico – serie TV (2006)
- Boris 1, 2, 3, regia di Giacomo Ciarrapico, Mattia Torre e Luca Vendruscolo – serie TV (2007-2009)
- Non pensarci - La serie, regia di Gianni Zanasi e Lucio Pellegrini – serie TV (2009)
- Un paradiso per due, regia di Pier Belloni – film TV (2010)
- Casa e bottega, regia di Luca Ribuoli - serie TV (2013)
- Questo nostro amore 70, regia di Luca Ribuoli - serie TV (2014)
- Limbo, regia di Lucio Pellegrini – film TV (2015)
- Baciato dal sole, regia di Antonello Grimaldi – serie TV (2016)
- La linea verticale, regia di Mattia Torre – serie TV (2017)
- Basta un paio di baffi, regia di Fabrizio Costa – film TV (2017)
- Il sole, l'amore e le altre stelle, regia di Fabrizio Costa – film TV (2018)
- Made in Italy, regia di Ago Panini e Luca Lucini – serie TV (2019)
- Liberi tutti, regia di Giacomo Ciarrapico e Luca Vendruscolo – serie TV (2019)
- Volevo fare la rockstar, regia di Matteo Oleotto – serie TV (2019-in produzione)
- Mai scherzare con le stelle!, regia di Matteo Oleotto – film TV (2020)
- Alfredino - Una storia italiana, regia di Marco Pontecorvo – miniserie TV (2021)
- Tutta colpa della fata Morgana, regia di Matteo Oleotto – film TV (2021)
- Volevo fare la rockstar 2, regia di Matteo Oleotto – serie TV (2021)
- Boris 4, regia di Giacomo Ciarrapico e Luca Vendruscolo – film TV (2022)
- Il nostro generale, regia di Lucio Pellegrini e Andrea Jublin – serie TV (2023)
- Il metodo Fenoglio - L'estate fredda – serie TV (2023)
- Gerri - regia di Giuseppe Bonito serie TV (2023)
- Mameli - Il ragazzo che sognò l'Italia, regia di Luca Lucini e Ago Panini – miniserie TV (2024)
- Marconi - L'uomo che ha connesso il mondo, regia di Lucio Pellegrini – miniserie TV (2024)
- Brennero, regia di Giuseppe Bonito e Davide Marengo – serie TV (2024)
- Mike, regia di Giuseppe Bonito – miniserie TV (2024)
- La farfalla impazzita, regia di Kiko Rosati – film TV (2025)
- Gerri, regia di Giuseppe Bonito – serie TV (2025)

### Cortometraggi e documentari
- Olimpiadi Torino 2006, regia di Lucio Pellegrini (2006)
- Ritorni, regia di Giovanna Taviani (2006)
- Il Giallo, regia di Giovanna Taviani (2007)
- Il Riscatto, regia di Giovanna Taviani (2013)
- Carlo, regia di Ago Panini (2016)
- Patres, regia di Saverio Tavano (2022)
- Corpo Unico, regia Mia Benedetta (2023)
- Niente, regia Eugenia Costantini (2024)
- Garatti, regia di Ferzan Özpetek (2025)

## Teatro
- I Menecmi, regia di Lello Arena (2004)
- La festa delle donne, regia di Lello Arena (2005)
- Un giorno come un altro, regia Giacomo Ciarrapico (2023)

## Riconoscimenti
- David di Donatello
  - 2012 – Candidatura per il miglior musicista per Cesare deve morire
  - 2022- Candidatura migliore canzone originale per Just You
- Nastro d'argento
  - 2015 – Candidatura per la migliore colonna sonora per Maraviglioso Boccaccio e Ogni maledetto Natale
  - 2017 – Candidatura per la migliore colonna sonora per Rosso Istanbul
  - 2022 - Candidatura migliore canzone originale per Just You
- Ciak d'oro
  - 2017 – Candidatura per la migliore colonna sonora per Rosso Istanbul

| Controllo di autorità | VIAF (EN) 811157162070778980004 · SBN MODV607311 · GND (DE) 1197030182 |